# بيير فيليرز
بيير فيليرز (بالفرنسية: Pierre Villiers)‏ هو كاتب مسرحي وصحفي وشاعر فرنسي، ولد في 10 مارس 1760، وتوفي في 21 يوليو 1849 في باريس في فرنسا.